# 삼천포여자중학교
삼천포여자중학교(三千浦女子中學校)는 대한민국 경상남도 사천시 용강동에 있는 사립 중학교이다.

## 학교 연혁
- 1946년 6월 20일 : 재단법인 보흥의숙 및 삼천포여자중학교 인가
- 1946년 9월 18일 : 개교 제1회 입학식(1학급)
- 1976년 2월 16일 : 학교법인 백진학원으로 개칭
- 1976년 9월 4일 : 농구부 창단
- 2002년 2월 20일 : 학칙변경 인가 (13학급)
- 2018년 3월 1일 : 학교법인 지혜교육학원 설립
- 2018년 3월 1일 : 제1대 정호영 교장 취임
- 2021년 9월 1일 : 제2대 한인용 교장 취임
- 2023년 1월 6일 : 제75회 졸업식(졸업생 86명, 졸업생누계 17,459명)
- 2023년 3월 2일 : 제77회 입학식(입학생 85명)
- 2024년 8월 9일 : 제3대 전협배 교장 취임

## 참고 자료
- 삼천포여자중학교 - 한국교육학술정보원 학교알리미